# M75 (БТР)
M75 (англ. M75 armored personnel carrier) — гусеничний бронетранспортер армії США, що випускався в період з грудня 1952 по лютий 1954 року в загальній кількості 1729 одиниць. Бронетранспортер активно застосовувався у бойових діях у Корейській війні. На службі в армії США його замінив менший, дешевший бронетранспортер-амфібія М59. M75 були надані як військова допомога Бельгії, де вони використовувались до початку 1980-х.

## Історія
Ближче до кінця Другої світової війни був розроблений гусеничний, повністю закритий бронетранспортер під позначенням M44 (T16), який базувався на шасі M18 Hellcat. M44 був надзвичайно великий (бойова вага 23 тонни); перевозив 24 піхотинців, а екіпаж складався з командира машини, водія та навідника кулемету. Шість пробних екземплярів бронетранспортера пройшли повний цикл випробувань на полігонах Форт-Нокс та Абердин після закінчення війни, але, зрештою, армія відкинула M44 як занадто великий — на той час їх тактика застосування загальновійськових формувань на полі бою вимагала транспортного засобу для переведення піхотного підрозділу не більше ніж з десяти людей.
21 вересня 1945 року армійське командування висунуло тактико-технічні вимоги до нового бронетранспортера на базі шасі дослідного бронетранспортера Т43 для перевезення одного піхотного відділення. 26 вересня 1946 року розробка бронетранспортера Т18 була затверджена разом з компанією International Harvester Co., яка підписала контракт з армією на виготовлення чотирьох прототипів.
В оригінальному дослідному зразку, який був розроблений для перевезення 14 осіб, включаючи екіпаж, були представлені дві кулемети калібру 50.
Спочатку прототипи працювали від шестициліндрового бензинового двигуна Continental AO-895-2 з повітряним охолодженням, яке надходило через бокові решітки корпусу. Пізніше це було замінено на AO-895-4 в T18E1, повітря надходило через трубу, встановлену горизонтально через передню частину транспортного засобу.
У 1952 році після приймальних випробувань T18E1 був замовлений у виробництво як M75. Замовлення на 1000 було зроблено в International Harvester Co., а ще на 730 — у Food Machinery and Chemical Corporation. Під час серійного виробництва були внесені численні зміни для зменшення собівартості та складності. Кількість амортизаторів була зменшена вдвічі з чотирьох на одну сторону до двох, а допоміжний генератор/обігрівач був видалений. Два гумові паливні баки потужністю по 75 галонів були замінені одним металевим на 150 л.
M75 використовував багато компонентів, сумісних з шасі/підвіскою легкого танку M41 Walker Bulldog, який також працював від двигуна Continental з повітряним охолодженням. Приблизна вартість БТР становила 72 000 доларів, що сприяло ранньому зняттю його з виробництва. Високий профіль M75 також був негативним фактором. Крім того, вентиляційні отвори повітряного охолодження двигуна вважалися вразливими до вогню стрілецької зброї. Однак надійність його приводної системи набагато перевершувала надійність M59, що надійшов йому на заміну.